# 163년

## 연호
- 후한(後漢) 연희(延熹) 6년

## 기년
- 후한(後漢) 환제(桓帝) 17년
- 신라(新羅) 아달라 이사금(阿達羅泥師今) 10년
- 고구려(高句麗) 차대왕(次大王) 18년
- 백제(百濟) 개루왕(蓋婁王) 36년

## 탄생
- 조조의 군사 순욱(荀彧)
- 오나라의 승상 손소
- 최염